# 中心鯉
中心鯉（学名：Cyprinus melanes）为輻鰭魚綱鯉形目鲤科鲤属的其中一種，該物種分布於亞洲越南，棲息在中底層水域，生活習性不明，可做為食用魚。